# 안정통화
안정통화(安定通貨)는 가치가 변동하지 아니하고 일정하게 유지되는 통화이다. 화폐의 구매력, 바꾸어 말하면 물가 수준의 안정을 유지하려는 상태에 있는 화폐의 견해에 있어서는 통화의 관리를 통하여 물가 수준의 안정을 꾀하고 그것으로 경제의 안정을 실현하려고 한다. 피셔(미국의 경제 통계학자)의 보정 달러나 케인스의 관리통화의 견해도 안정 통화가 주장하는 경우와 같다. 이러한 안정 통화의 주장에 대해 화폐 수량을 일정하게 유지함으로써 경제의 안정을 달성한다고 하는 것이 중립 화폐의 견해이다.